# Persectania dentigera
Persectania dentigera là một loài bướm đêm trong họ Noctuidae.